# Vinzenz von Wartenberg
Vinzenz von Wartenberg (auch Vinzenz der Jüngere von Wartenberg, tschechisch Čeněk z Vartemberka; † 17. September 1425 in Jitschin) war Oberstburggraf von Böhmen.

## Leben
Vinzenz von Wartenberg entstammte dem gleichnamigen Adelsgeschlecht Wartenberg. 1408–1414 war er Mundschenk am Hof des römisch-deutschen und böhmischen Königs Wenzel und anschließend Oberstburggraf von Böhmen. Nach dem Tod des Adligen Heinrich III. von Rosenberg 1412 übernahm er bis 1420 die Vormundschaft über dessen noch nicht volljährigen Sohn Ulrich II. von Rosenberg.
Vinzenz von Wartenberg gehörte zunächst zu den Vertretern des böhmischen Adels, die sich zur Lehre des Reformers Jan Hus bekannten. 1415 initiierte er die Protestnote, mit der die Verbrennung des Reformers angeprangert wurde. Zu Beginn der Hussitenkriege stand er an der Spitze der Kalixtiner, einer gemäßigten Strömung der Hussiten, wechselte aber angesichts der Grausamkeiten der radikalen Taboriten bereits im Mai/Juni 1420 auf die Seite von König Sigismund.
Nach dem Tod von Wenzel IV. unterstützte er dessen Witwe Königin Sophie von Bayern. 1420 unterschrieb er ein Manifest gegen die Krönung Sigismunds. Er besetzte die Prager Burg, übergab diese, nachdem Sigismund seine Ländereien plündern ließ, Anfang Mai an den königlichen Heeresführer Wilhelm von Hasenburg und Wenzel von Dauba. Nachdem die Versammlung von Tschaslau Sigismund die Krone erneut verweigerte, gehörte Vinzenz der provisorischen Regentschaft an. 1421 verkündete Sigismund einen Kreuzzug gegen Böhmen und Vinzenz ergab sich ihm erneut. Anschließend kämpfte er an der Seite Sigismunds gegen die Hussiten und wurde im April 1423 von Jan Žižka in der Schlacht bei Horschitz vernichtend geschlagen. 1425 nahm er nochmals mit Prager Vertretern an Verhandlungen mit Sigismund in Brünn teil, starb jedoch kurze Zeit darauf an der Pest.
Vinzenz von Wartenberg war seit etwa 1408 mit Katharina von Landstein (Kateřina z Landštejna) verheiratet. Sie erbte nach dem Tod ihres Vaters Wilhelm (Vílém) 1398 die Burg Lipnice mit der gleichnamigen Herrschaft Lipnice, die nach ihrem frühen Tod an Vinzenz von Wartenberg gelangten.